# Defensa hongaresa
La defensa hongaresa és una obertura d'escacs caracteritzada pels moviments:
1.e4 e5
2.Cf3 Cc6
3.Ac4 Ae7
|  |

## Introducció
La defensa hongaresa és en realitat una línia secundària dins l'obertura italiana, triada habitualment quan es vol contestar amb una rèplica tranquil·la a l'agressiva 3.Ac4. L'obertura és poques vegades vista en els escacs actuals.
La variant pren el seu nom d'una partida d'escacs per correspondència entre París i Pest jugada el 1843–45, tot i que fou analitzada anteriorment per Cozio ja al segle xviii. Ha estat jugada ocasionalment per alguns GMs amb estils fortament posicionals o defensius, com ara Reshevsky, Hort, i els exCampions del món Petrossian i Smislov.
Amb el moviment 3...Ae7, les negres eviten la complexitat del giuoco piano (3...Ac5), del gambit Evans (3...Ac5 4.b4), i de la defensa dels dos cavalls (3...Cf6). Les blanques tenen avantatge d'espai i un desenvolupament més lliure, de manera que les negres han d'estar preparades per defensar una posició constreta.

## 4. d4 exd4
La millor jugada blanca és 4.d4, quan 4...exd4 5.Cxd4 transposaria en una variant de l'obertura escocesa que dona a les blanques avantatge d'espai. Més feble és 5.c3, esperant 5...dxc3?! 6.Dd5!, després de la qual les negres varen rendir-se a Midjord–Scharf, Olimpíada de Niça 1974 (tot i que les negres podrien respondre 6...Ch6 7.Axh6 0-0 quan 8.Ac1?! Cb4 9.Dd1 c2 recupera la peça, de manera que les blanques haurien de jugar 8.Axg7 Rxg7 9.Cxc3 amb avantatge.) Malgrat tot, 5...Ca5!, recomanada per Txigorin, força les blanques a donar la parella d'alfils amb 6.Dxd4 o sacrificar un peó.

## 4. d4 d6
Alternativament, les negres poden triar mantenir el centre amb 4...d6, quan les blanques poden escollir entre diferents plans, qualsevol dels quals hauria de ser suficient per assegurar-los un petit avantatge. Les blanques poden simplificar cap a un mig joc sense dames una mica millor amb 5.dxe5 dxe5 (5...Cxe5? 6.Cxe5 dxe5 7.Dh5! i l'atac doble a e5 i f7 guanya un peó) 6.Dxd8+ (6.Ad5!? també és possible) Axd8 7.Cc3 Cf6. Les blanques també poden tancar el centre amb 5.d5 Cb8, seguit per Ad3 i de l'expansió al flanc de dama amb c4, resultant en posicions semblants a les de la defensa índia antiga. Finalment, amb 5.Cc3 les blanques poden mantenir la tensió en el centre i obtenir un actiu joc de peces.
Harding i Botterill, al seu llibre de 1977 sobre l'obertura italiana conclouen que, "la defensa hongaresa pot jugar-se només per aspirar a taules. Les blanques haurien de tenir avantatge en la majoria de línies."